# Økologisk fodaftryk
Økologisk fodaftryk eller økologisk fodspor er et mål for, hvor stor virkning menneskelige aktiviteter har på miljøet, normalt forstået globalt som hele jordklodens økosystem. Det udtrykker altså menneskehedens økologiske påvirkninger. Etymologisk er udtrykket en oversættelse af det engelske ecological footprint.
Det økologiske fodaftryk kan beregnes på forskellige måder. Ofte tages udgangspunkt i beregninger fra organisationen Global Footprint Network, der også beregner datoen for den årlige Earth Overshoot Day. Her beregnes fodaftrykket som det areal, der kræves for at frembringe de resurser, som en befolkning bruger, og til at absorbere de affaldsstoffer, som befolkningen genererer. I 2023 beregnede organisationen et globalt økologisk fodaftryk på 2,6 globale hektar pr. indbygger verden over. Det svarer til ca. 1,7 gange mere end jordens reproduktionsevne (biokapacitet).
Det økologiske fodaftryk kan også beregnes for andre enheder end hele kloden, eksempelvis for enkelte lande. I 2022 blev Danmark beregnet at have et økologisk fodaftryk på 7,3 hektar pr. person, hvilket var det 15.-højeste fodaftryk blandt alle lande. Landet med det størse økologiske fodaftryk var Qatar, efterfulgt af Seychellerne og Luxembourg.

## Historie
Den første person, der vides at have brugt udtrykket "fodaftryk" i denne betydning, er den canadiske professor William Rees i 1992.

## Opgørelse
Der er ingen helt entydig måde at opgøre det økologiske fodaftryk på. Forskellige organisationer har forskellige metoder til at beregne det. Ofte beregnes fodaftrykket som det areal, der under de anvendte beregningsforudsætninger er nødvendigt at reservere, for at naturen skal kunne forny de resurser, som anvendes. Heri indgår også det nødvendige areal til at absorbere de affaldsstoffer, som befolkningen genererer, f.eks. udledninger af drivhusgasser, som kan neutraliseres ved skovbeplantning. De fem vigtigste menneskelige påvirkninger af naturen, som indgår i fodaftryks-beregninger, er:
- arealbrug eller fragmentering (omdannelse af naturområder til jordbrug eller infrastruktur)
- udvinding af naturresurser og overudnyttelse af fiske- og andre naturlige bestande
- udledning af forurening
- klimaændringer
- invasive arter

Global Footprint Network beregner det økologiske fodaftryk som det areal (opgjort i "globale hektar", dvs. hektar jord med en gennemsnitlig global produktivitet), hvert menneske på kloden i gennemsnit bruger af klodens resurser inklusive bortskaffelse af affaldsstoffer. I 2023 beregnede organisationen et globalt økologisk fodaftryk på 2,6 globale hektar pr. indbygger verden over. Det svarer til ca. 1,7 gange mere end den globale biokapacitet.

## Anvendelse
Det økologiske fodaftryk bruges blandt andet i undersøgelser af, om udviklingen på globalt plan er bæredygtig. Organisationen Global Footprint Network bruger i udstrakt grad beregninger af økologisk fodaftryk til at vurdere bæredygtigheden. Det er også Global Footprint Network, der står bag udregningen af Earth Overshoot Day ("Jordens overforbrugsdag"), der udpeger den dato i løbet af et kalenderår, hvor jordens befolkning ifølge de anvendte beregningsforudsætninger har brugt de resurser, som planeten kan gendanne i løbet af et helt år. Denne beregning bygger på beregningen af forholdet mellem det økologiske fodaftryk og jordens biokapacitet.